# Dreihorn-Grubenotter
Die Dreihorn-Grubenotter, auch Dreigehörnte Grubenotter (Protobothrops sieversorum, Syn.: Triceratolepidophis sieversorum), ist eine in Vietnam und Laos beheimatete Schlangenart aus der Unterfamilie der Grubenottern. Der Wissenschaft bekannt wurde die Schlange erstmals 1999; die lokalen Einwohner der Region Mittelvietnams, in der sie zuerst gefunden wurde, wussten schon lange von dem Tier. Ihre Bezeichnung lautet Rắn lực gậm, was so viel wie ‚Wolkenschlange‘ bedeutet und sich auf die charakteristische Schuppenmusterung bezieht.

## Merkmale
Die Dreihorn-Grubenotter wird zwischen 100 und 130 cm lang, wobei der Kopf rund 4 cm und der Schwanz 17 bis 20 cm einnehmen. Die Dicke beträgt ungefähr 2 bis 3 cm, während das Gewicht von 200 bis 230 g variiert. Sie besitzt zwei rund 1 cm lange Fangzähne. Charakteristischstes Merkmal sind die drei aus Schuppen bestehenden Hörner, je eins über den Augen und ein weiteres auf der Nase, die auch den Namen dieses Tieres begründen. Ein weiteres Merkmal ist der Bau der Körperschuppen, die keilartig dreieckig geformt sind. Die Musterung der Rückenschuppen besteht aus großen dunklen braunfarbenen Flecken, die sich mit gelb- oder beigefarbenen Streifen abwechseln. Der Kopf zeigt oben einen dunkleren beigen Farbton, durchsetzt mit einigen braunen Flecken. Die Kopfseiten sind cremefarben, hinter den Augen zieht sich jedoch je ein dunkler Streifen bis zum Kopfende. Die Augenfarbe ist ebenfalls beige mit kleinen dunklen Flecken, darüber hinaus wird die Pupille von orangefarbenen Streifen eingerahmt. Die Musterung der Schuppen macht die Dreihorn-Grubenotter nahezu unsichtbar auf algenbewachsenem Kalksteinuntergrund, welcher in ihrer Heimat dominiert.

## Verbreitung und Lebensweise

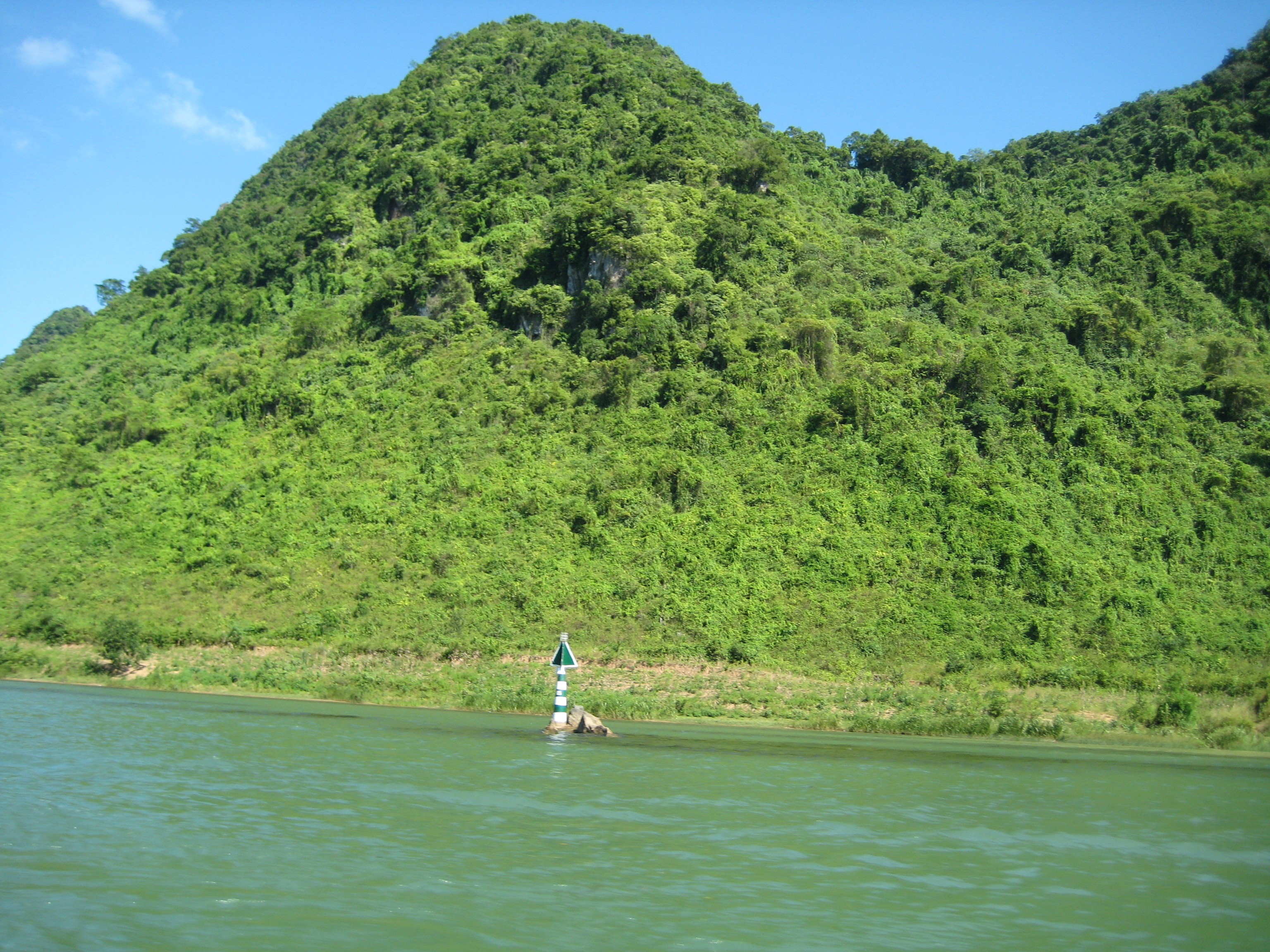
Typische Kalkformation, bewachsen mit Tropischem Regenwald im Phong Nha-Kẻ Bàng-Nationalpark in Vietnam

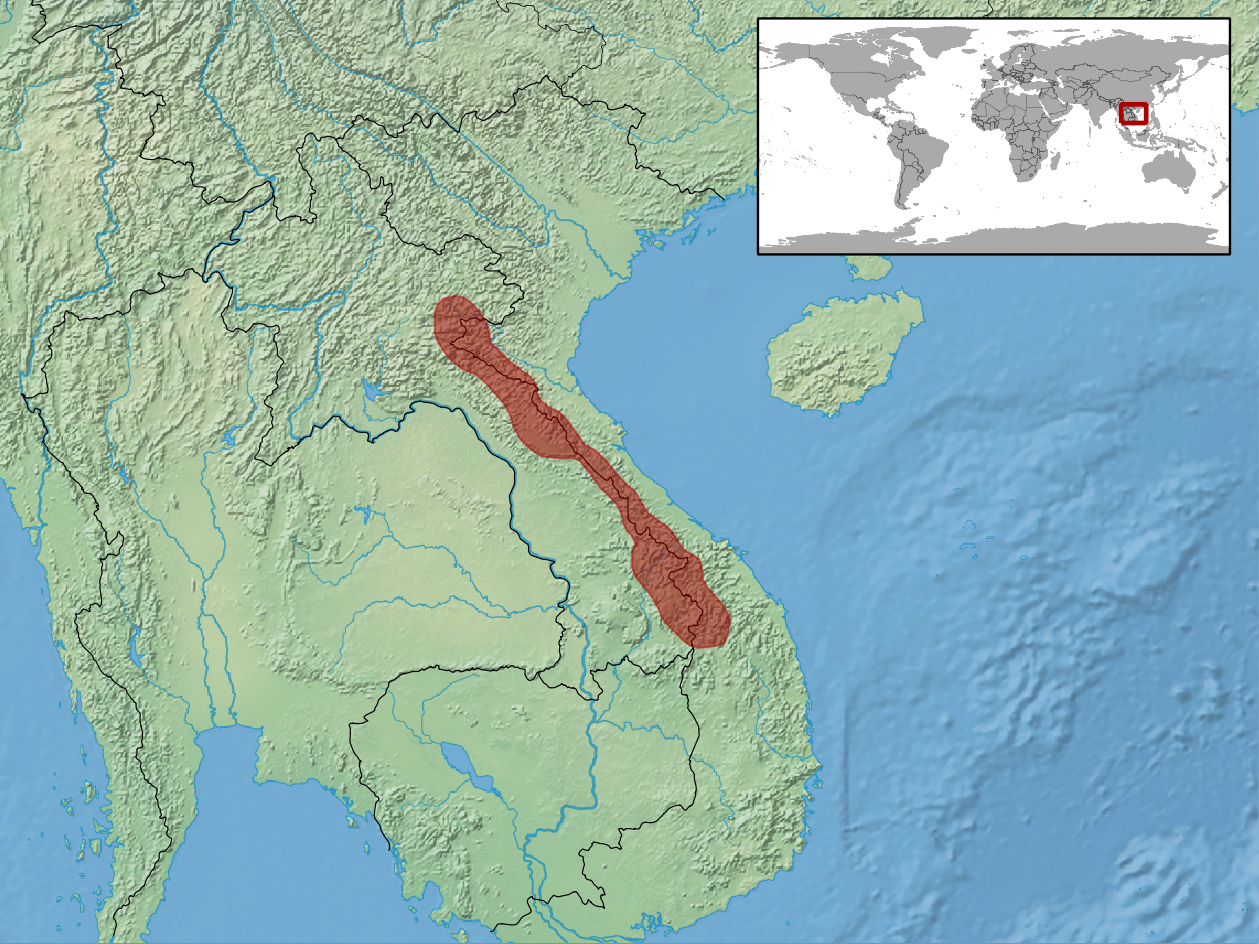
Verbreitungsgebiet

Bisher ist die Dreihorn-Grubenotter nur aus dem Phong Nha-Kẻ Bàng-Nationalpark im Westen Mittelvietnams und dem angrenzenden Hin-Namno-Biodiversitäts-Schutzgebiet in Mittellaos bekannt. Beide Schutzgebiete umfassen ausgedehnte Regenwaldgebiete des Truong-Son-Gebirges, welches hier hauptsächlich aus Kalksteinen besteht, die großflächige Karstformationen bilden. Das Klima ist tropisch warm mit einer hohen Luftfeuchtigkeit, die je nach Jahreszeit zwischen 50 und 100 % variiert. Die Schlangenart kommt in Höhenlagen von 150 bis 250 m vor. Wahrscheinlich stellt sie eine endemische Art dar. Möglicherweise war sie ursprünglich weiter verbreitet, das wechselnde Klima des Eiszeitalters splittete aber die Populationen auf, ähnlich wie es für einige Säugetierarten dieser Region (z. B. das Indochinesische Pustelschwein) vermutet wird. Das charakteristische Schuppenmuster ist eine Anpassung an den karstigen Lebensraum, in dem die Dreihorn-Grubenotter weitgehend terrestrisch lebt, aber auch auf Bäume klettert (semi-arboreal). Zum Teil zieht sie sich auch in Höhlen oder Felsspalten zurück. Außerdem scheint sie nachtaktiv zu sein. Bei Gefahr oder bei Drohhaltung beginnt der Schwanz zu vibrieren.
Zur Ernährungsweise und zum Lebenszyklus dieser Schlangenart liegen bisher wenige Untersuchungen vor. Zwischen 2004 und 2006 wurden vier Schlangen dieser Art an der Fakultät für Biologie der Russischen Akademie der Wissenschaften untersucht. Dabei ernährte sich die Dreihorn-Grubenotter hauptsächlich von Kleinsäugetieren wie Mäusen und Ratten, aber auch von Fröschen und Eidechsen. Zwischen den Phasen der Nahrungsaufnahme lagen allerdings größere Zeiträume, in denen die Schlangen nichts zu sich nahmen, sodass die Fütterung je nach Aktivität im Jahr drei bis achtmal stattfand.
Die Dreihorn-Grubenotter vermehrt sich, im Gegensatz zu den meisten Grubenottern, ovipar. Die Art paart sich nur einmal im Jahr, rund 115 Tage nach der Befruchtung legt das Weibchen bis zu 12 Eier. Die Eier sind langgestreckt, hellgrau und mit einer leichten Pigmentierung versehen. Ihre Größe liegt bei 35 mal 22 mm; die Membran ist halbtransparent. Nach zwei Monaten schlüpfen aus ihnen bis zu 30 cm lange Jungtiere.

## Schlangengift
Die Wirkung des Schlangengiftes der Dreihorn-Grubenotter wurde erstmals 2003 untersucht. Es hat eine starke hämorrhagische (blutzerstörende) Wirkung. Beim Biss kann es zu lokalen Schwellungen kommen. Verbunden sind diese mit Blutungen, Blasenbildung und Schmerzen. Weiterhin kommt es zu Übelkeit, Erbrechen, Durchfall und Kreislaufschwäche. Bei der Behandlung darf die Pressure/Immobilization Technique nicht angewendet werden, da es zu schwerwiegenden Folgeschäden kommen kann. Die durchschnittliche letale Dosis liegt bei 5 bis 6 mg je kg Körpergewicht. Bisher gibt es nur wenige medizinische Daten.

## Entdeckungsgeschichte
Die Dreihorn-Grubenotter wurde 1999 bei einer Expedition von Mitarbeitern des Kölner Zoos entdeckt und im darauf folgenden Jahr beschrieben. Als Typusexemplar (ZFMK 71262) stand damals lediglich ein totes männliches Tier zur Verfügung, welches die Forscher bei einem lokalen Apotheker in Phong Nha (Mittelvietnam) in einer Schlangenschnapsflasche gefunden hatten. Zunächst war unklar, ob diese Tierart auch in der Region natürlich vorkommt. Bei einer weiteren Expedition im Jahr 2001 konnten sie im Phong Nha-Ke Bang-Nationalpark erstmals lebende Exemplare beobachten, darunter auch ein Weibchen. Spätere Nachforschungen ergaben, dass bereits 1998 ein totes und nicht mehr vollständiges Tier dieser Art im auf laotischem Gebiet liegenden und an den Nationalpark angrenzenden Hin Namno Biodiversitäts-Schutzgebiet gefunden und ins Field Museum of Natural History in Chicago verbracht worden war. Das Gebiet ist bekannt für seine hohe Biodiversität und birgt möglicherweise zahlreiche weitere, bisher nicht bekannte Tier- und Pflanzenarten.

## Systematik
In der im Jahr 2000 erfolgten wissenschaftlichen Erstbeschreibung der Dreihorn-Grubenotter wurde die Schlange der neu etablierten Gattung Triceratolepidophis zugewiesen. Dieser Name leitet sich aus dem Altgriechischen ab und bedeutet τρεῖς treis, deutsch ‚drei‘, κέρας kéras, deutsch ‚Horn‘, λεπίς lepis, deutsch ‚Schuppe‘, ὄφεις ópheis, deutsch ‚Schlange‘. Neueren Untersuchungen zufolge wird sie nun in die Gattung Protobothrops eingeordnet, der rund ein halbes Dutzend Arten angehören. Die nächsten verwandten Arten sind die ebenfalls in Südostasien heimischen, aber weit verstreuten Arten Protobothrops kaulbacki aus dem Süden Chinas und Protobothrops mangshanensis aus Burma. Eine weitere Schwesterart ist Protobothrops cornutus, die seit den 1940er Jahren als verschollen galt und Anfang der 2000er Jahre wiederentdeckt wurde und mit der die Dreihorn-Grubenotter sympatrisch im Phong Nha-Ke Bang-Nationalpark lebt. Die nächstverwandte Gattung ist Ovophis mit der Protobothrops eine näher verwandte Klade innerhalb der Grubenottern bildet. Die Artbenennung sieversorum erfolgte nach den Kindern des Bönningstedter Arztes Dr. Sievers, der zuvor mit Hilfe von Spenden an den Verein BIOPAT das Forschungsprojekt finanziell unterstützt hatte.

## Gefährdung
Die Dreihorn-Grubenotter wird von der lokalen Bevölkerung gelegentlich zur Nahrungsmittelzubereitung gefangen. Im geringen Maße können auch Entwaldungen zur örtlichen Gefährdung beitragen. Die Schlangenart wird von der IUCN als stark gefährdet (endangered) eingestuft.